# Direzione generale della Rotta Marittima del Nord

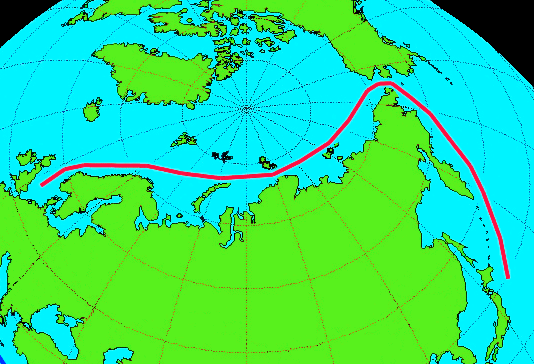
La Rotta Marittima del Nord tra l'Europa e il Pacifico

La Direzione generale della Rotta Marittima del Nord (in russo Главное Управление Северного Морского Пути, ГУСМП? - Glavnoe Upravlenie Severnogo Morskogo Puti, GUSMP), anche conosciuta come Glavsevmorput, fu un'organizzazione governativa sovietica preposta all'organizzazione del traffico navale sulla rotta marittima artica tra l'Europa e il Pacifico; creata nel 1932 essa fu sciolta nel 1964.

## Storia
L'origine dell'organizzazione può essere fatta risalire alla AO Komseveroput, una compagnia di navigazione creata dal governo Kolčak e nazionalizzata poi dai bolscevichi.
Nel maggio del 1931 AO Komseveroput fu riorganizzata e prese il nome di VO Glavkomseveroput, un'amministrazione che dava lavoro a 35.000 persone e che, oltre ad essere diffusa per tutto l'Artico sovietico, era dotata di consistenti staff a Mosca e in altre importanti città. Un nuovo ente, il Glavsevmorput, fu fondato nel 1935 ed assorbì VO Glavkomseveroput nel maggio del 1933.
La direzione generale del Glavsevmorput fu affidata all'esploratore artico Otto Schmidt, che aveva in precedenza diretto l'Istituto di ricerche artiche e antartiche (VAI, più tardi rinominato in AANII). L'ente gestiva anche Aviaarktika, un proprio Servizio Aereo Polare diretto da Mark Shevelev.
Il Glavsevmorput, oltre che gestire le navigazione artica, divenne anche l'agenzia sovietica deputata alla sfruttamento economico delle risorse dell'estremo nord del paese e al coordinamento delle forniture e dei trasporti da e per gli insediamenti collocati in tale area. 
Il suo scopo era quello di contribuire allo sviluppo dell'area costiera settentrionale della Siberia; l'ente fu incaricato di creare nuovi porti, condurre ricerche a tutto campo e anche del commercio con gli Stati Uniti e con il Giappone nella misura ritenuta necessaria al raggiungimento del proprio obiettivo prioritario.
L'espansione incontrollata dell'organizzazione, soprattutto per quanto riguardava i suoi uffici a Mosca, fu inizialmente mascherata dai successi ottenuti nelle stagioni tra il 1934 e il 1936.
La stagione 1937, a causa della combinazione tra cattive condizioni atmosferiche, sfortuna e una pianificazione non realistica, fu invece disastrosa.
25 delle 64 navi dispiegate sulla rotta marittima del Nord (molte delle quali erano inadatte alle rigide condizioni dell'Artico) furono intrappolate dai ghiacci nel corso dell'inverno con il proprio carico e i propri equipaggi e una di esse, la Rabochiy, affondò.
Questa débacle, che coincise con le grandi purghe staliniane, portò a una sequela di arresti; almeno 673 membri del personale della Glavsevmorput furono arrestati con un'operazione ad effetto domino messa in atto dal NKVD.
L'organizzazione, fino ad allora sovradimensionata, fu ridotta al minimo e fu privata delle funzioni ausiliarie che le erano state affidate, le quali furono trasferite al Dal'stroj (Гла́вное управле́ние строи́тельства Да́льнего Се́вера, letteralmente "Ente per le costruzioni nell'estremo nord") per quanto concerne le installazioni a terra e al Gostorg per quanto riguarda invece le funzioni legate al commercio estero. 
La Glavsevmorput conservò esclusivamente la propria competenza sul mantenimento della rotta marittima del nord e, specificamente, sulla linea di navigazione costiera.
Ad Otto Schmidt, che prima di allora era stato una personalità pubblica molto apprezzata dalle autorità, fu risparmiato l'arresto; egli venne però relegato a compiti esclusivamente scientifici. La direzione generale dell'ente fu invece affidata a Ivan Papanin, un veterano del NKVD oltre che dell'esplorazione artica.
Durante il primo anno della direzione Papanin, il 1939, l'attività della Glavsevmorput andò avanti in modo relativamente sicuro e con discreto successo; la Rotta Marittima del Nord aveva infatti cominciato a funzionare come una linea di navigazione regolare piuttosto che come un pericoloso esperimento.
Nel 1953 l'organizzazione, che in precedenza aveva goduto del rango pari a quello di un ministero nazionale, fu ridotta ad essere un dipartimento del Ministero della Marina mercantile. Tale dipartimento fu infine sciolto nel 1964. Le unità che lo costituivano furono ripartite tra il Ministero della Marina mercantile, la Commissione meteorologica e il Ministero dell'aviazione civile. Il sistema di navigazione tuttavia continuò ad operare e raggiunse la sua massima capacità operativa nel 1987.
Una vasta isola alla foce del fiume Kolyma, anche nota col nome di Michalkino, fu battezzata Isola Glavsevmorput (o Isola GUSMP) in onore dell'organizzazione 69°30′N 161°30′E.